# Чон Кьон Мі
Чон Кьон Мі  (кор. 정경미, 26 липня 1985) — південнокорейська дзюдоїстка, олімпійська медалістка.

## Виступи на Олімпіадах
| Олімпіада  | Дисципліна           | Місце |
| ---------- | -------------------- | ----- |
| Пекін 2008 | напівважка категорія | 3T    |